# Xenotilapia ochrogenys
Xenotilapia ochrogenys är en fiskart som först beskrevs av Boulenger, 1914.  Xenotilapia ochrogenys ingår i släktet Xenotilapia och familjen Cichlidae. IUCN kategoriserar arten globalt som livskraftig. Inga underarter finns listade i Catalogue of Life.